# 五天工作制
五天工作制，又稱週休二日制，是指多數企業員工每星期上班五天（工作日，多数人采用星期一至五工作），休息兩日（週末，多数人采用星期六及日）。目前已有不少国家都推行這種制度。不過五天工作制盛行的國家不代表一定有法律強制規定雇主必須這麼做。

## 各地情況

世界各国工作日
周一~周五
周一~周六
周日~周四
周六~周四
周日~周五
周一~周四&周六
不唯一

### 苏联
蘇聯在1957年開始實施週休二日。

### 中华人民共和国
1949年后相当一段时间，中国大陆实施六天工作制，即周日休息。1994年3月，中國大陸试行「隔週五天工作制」，即一周六天工作，隔周五天工作。周日单休的星期俗称小礼拜，而周末双休的星期俗称大礼拜。1995年3月25日，时任国务院总理李鹏签署国务院第174号令，发布《国务院关于修改〈国务院关于职工工作时间的规定〉的决定》，落實自1995年5月1日起，实行五天工作制，即职工每日工作八小时，每星期工作四十小时，周六周日双休。学校、医院门诊、企业等也相继跟随。換句話說，一年共有256个工作日。
1999年，推出黄金週休假制度，每年春節、勞動節和中華人民共和國國慶日，各有三天假期，並調動前後的星期六、日，整合成一星期假期，使中国大陆人每年的法定休息日达到了114天。
2008年，取消勞動節黄金週（即五一黃金週），勞動節只放假一天，同時把清明節、端午節、中秋節列為假期，同时开设年休制，使得中国大陆的实际法定休息日超过115天。
但是，由于对违反《劳动法》及《国务院关于职工工作时间的规定》的企业执法力度不严，中国目前仍然存在部分私营企业采用六天工作制。

#### 香港
依照香港特別行政區《僱傭條例》第四章〈休息日、法定假日及有薪年假〉，僱員在受僱期內可以享有休息日，法定假日（不一定會放足，要視乎入職年數）及有薪年假。凡按連續性合約受僱的僱員，每七天可享有不少於一天休息日但沒有五天工作制法例保障非政府工的僱員，香港非從事政府工的僱員人均工時約為57小時左右，全年更達2500小時左右，較日本、韓國、台灣以至整個歐洲美洲都要長工時。休息日的定義是在連續不少過24小時內，僱員有權不為雇主工作。大部份根據法定假期或公眾假期休息的機構，會將星期日訂為休息日。市面上的日曆一般把星期日及公眾假期標示為紅色，至於星期一至六標示為黑色（即工作日）。
2006年1月，香港特區政府展開文員五天工作制的研究。同年5月，政府宣佈部份行政部门開始分階段實施五天工作制，首階段在同年7月實施，約65,000名原本每週上班五天半或六天的文員是改為每週上班五天，但是該五天的上班時間延長，故此每週總工作時間不變，通常是每週40小時；部份政府服務，例如運輸署的牌照簽發、稅務局、差餉物業估價署櫃檯服務等，因為逢星期六停止辦公而就是延長星期一至五的辦公時間。最後階段在2007年7月實施，惟部份部門例如香港郵政及香港紀律部隊依然維持於每週工作五天半或六天，未能夠全面地推行五天工作制。
部份政府機構，亦跟隨非政府的多數企業員工政策，全面推行五天工作制，以及實施每週40-44小時工作時間的政策。儘管如此，如政府部門星期一至五任何日子因突發事情（例如八號或以上熱帶氣旋信號或傳染病）無法提供服務，或會於星期六後補。在2019冠狀病毒病疫情期間，運輸署恢復駕駛路試後臨時增設星期六考期。
按現時《公眾假期條例》規定，當公眾假期與星期六重疊，即使實行5天工作，亦不設任何補假；另外，1983年至2010年間，如果農曆年初一二三和中秋節翌日與星期日重疊，改為於該天前，即農曆除夕和中秋節補假。這等同把補假定於星期六及／或農曆除夕，這些日子雖然不是公眾假期或法定假日，但按照約定俗成，不少機構在這些日子本身會提早下班甚至全天放假，令不少僱員損失假期。2010年2月13日，農曆除夕，時任行政長官曾蔭權在沙田年宵市場被傳媒問及有關問題時，表示曾與勞工及福利局局長張建宗討論過有關問題，並研究修改有關法例，避免再出現同樣情況。政府於2011年向立法會提交《2011年公眾假期及僱傭法例（補假安排）（修訂）條例草案》（下簡稱「該修訂」），提出日後農曆年初一二三和中秋節翌日，如與星期日重疊，將改回1982年及之前的補假方式，於該天後，即農曆年初四和八月十七補假，以避免上述的損失假期問題，該修訂於同年12月14日通過，《2011年公眾假期及僱傭法例（補假安排）（修訂）條例》於2012年2月24日生效。
私人機構方面，常規性工作以一般辦公室的工作，包括文員及會計工種等，小部分公司會實行五天工作制以及於朝九晚五工作。但是由於政府沒有立法保障非政府工的僱員享有每星期最少兩天勞工假，令到大部分辦公室及絕大部分勞動行業（如建築工人），每周仍只能在星期日休假一天甚至要返足七天且政府沒有為超時工作僱員發放超時額外工資。廣泛服務性行業僱員如廚師、餐館工人、理髮師、化妝師、演員、舞蹈員等亦沒有實行五天工作制，這些因素使香港人精神情緒壓力倍增。

#### 澳門
1995年初，當時的澳葡政府試行在每個月的第一、三、五個星期六實行休息，目的是為了減低部門營運開支。同年6月1日正式把星期六從公共行政當局辦公時間中剔除，標誌着五天工作制正式於澳門政府部門實行，並於同年6月3日首次實施。澳門回歸後的特區政府仍然繼承五天工作制。
部份非政府機構、銀行、學校等，亦跟隨全面或局部推行五天工作制，但博彩業僱員等其他行業不實行五天工作制。

### 阿尔巴尼亚
阿爾巴尼亞法律明文規定僱員（包括非政府工從業員在內的非特定行業），其標準工作時間每星期不得超過40小時，自從共產政權倒台後，新的阿爾巴尼亞資本主義政府便跟隨其他歐洲國家一樣規定五天工作制，並且規定所有工種的僱主必須為僱員提供每星期最少兩天勞工假。若果是從事醫護、社福或公交司機等未必能夠每天工作少於8小時的特定行業，其超時工作每日不能多於2小時而且法例規定僱主要為僱員發放最少25%超時工作獎金。此外政府還規定非特定行業的僱主不能強迫僱員加班只能由僱員自行決定，若有違規僱主必須賠償僱員1年所有工資。

### 乌克兰
烏克蘭法律明文規定僱員（包括非政府工從業員在內的非特定行業），其標準工作時間每星期不得超過40小時，並且規定每星期僱員的勞工假必須相連。烏克蘭政府亦規定一般行業僱主不能迫使僱員加班，只有特定行業（如醫護）且需通過工會委員會許可後僱主才能讓僱員加班，而加班時間每星期只准許連續兩天加4小時以及需要給僱員額外20%超時工作獎金。

### 土耳其
土耳其政府立法規定每星期工作時間不得超過45小時，而放飯時間最少要有1小時。另外僱主不能要求孕婦、兼職、患有任有長期病患人士超時工作，其餘非指定工種僱主均須徵求僱員同意才可超時工作。在一般的星期六（非節慶日）假期若僱主希望僱員工作需要得到工會過半數成員支持才能進行且需給予額外50%星期六上班獎金；而在所有法定假期日子僱主絕不能未得到僱員同意就強迫僱員上班（包括輪班制），即使僱員願意在法定假期日子上班也要給予額外100%獎金。

### 摩尔多瓦
自蘇聯解體後新的摩爾多瓦政府實施五天工作制，並立法規定每星期不能超過40小時工作，而大部分摩爾多瓦僱員每日工作時間為7小時左右（包括放飯和小休時間）。摩爾多瓦政府已立法確保僱主不能強迫僱員超時工作，若果僱員自願要求超時工作可獲得額外50%超時工作獎金。

### 德国
德國政府已立法規定每週工時為36至40小時範圍內，並且要求僱主要給予僱員最少1小時放飯時間以及30分鐘下午茶時間。僱主不能強迫僱員超時工作，即使是自願超時工作其每星期工時不能多於48小時以及每日10小時，而且只能半年自願超時工作其餘半年則接正常工時工作。

### 中華民國
1990年代初，台灣科技重鎮新竹科學園區各廠商開始自行採用週休二日制；中華民國政府機關則於1990年代末期，逐漸實施公務員週休二日制。學校的週休二日制亦是由新竹市開始試行，1995年8月起新竹市各小學每週上課五日。
1998年1月1日，全台灣開始施行隔週週休二日；2001年1月1日起，實施週休二日。同時取消部份國定假日，以減少因假期太多而造成的經濟衝擊。勞工則是實施雙週84小時工時制，並配合法令規定國定假日，原部分國定假日可供企業彈性挪移，勞工在一年內的休假日少於公務員約四至五天。
立法院於2015年5月15日三讀通過勞基法修正案後，將勞工工時由兩週84小時降為單週40小時，每日工時不得超過8小時。但因勞基法第36條僅規定每七日至少應有一日之休息，故部分雇主仍將每週40小時工時分散於週一至週六，導致少數勞工仍無法實質週休二日。
中華民國政府為推動全面週休二日，採取一例一休彈性方式，削減勞工原7天的國定假日，於2016年12月6日經立法院三讀通過修正《勞動基準法》36條等，規定勞工每週享有休息日及例假日各一日，並自2017年1月1日起生效。

### 新加坡
在新加坡，一般的工作週為五天制，從星期一至星期五，工作時間通常為上午8時30分至下午5時至6時不等。一些公司在星期六只工作半天。商店、超市與購物中心則全年無休，即使在大多數公眾假期也照常營業。至於「外籍勞工」，例如家務助理與建築工人（通常分別來自菲律賓與印度），則多數每週工作六天，只有星期日作為唯一的休息日。2024年，新加坡的平均工作时间为41.6小时。

### 智利
智利的工作时间平均45小时，大部分工作时间被安排在星期一到星期五当中，但是星期六不是公共工作日。大部分的零售业在星期一到星期六营业，大的购物中心会每周开放七天。

## 外部連結
- 1929年的經濟危機導致了五天工作制的誕生